# Zamarada delosis
Zamarada delosis är en fjärilsart som beskrevs av Fletcher 1974. Zamarada delosis ingår i släktet Zamarada och familjen mätare. Inga underarter finns listade i Catalogue of Life.